# Alessandra Appiano
Alessandra Appiano (Asti, 30 maggio 1959 – Milano, 3 giugno 2018) è stata una scrittrice, giornalista e autrice televisiva italiana.

## Biografia
Con il suo primo romanzo Amiche di salvataggio, pubblicato da Sperling & Kupfer nel 2002, vinse il premio Bancarella l'anno successivo.
Per la stessa casa editrice fece uscire Domani ti perdono (2003), Scegli me (2005), Le vie delle signore sono infinite (2006) e Le belle e le bestie (2007), altri quattro romanzi che descrivono - con ironia e partecipazione - l'universo femminile del nostro tempo, venendo tradotti anche in Francia, Germania, Portogallo, Russia, Polonia, Lituania e Spagna. Aveva già pubblicato per Mondadori i libri umoristici La vita è mia e me la rovino io (1992), Sola? Come vivere felici con gli uomini. Delle altre (1993) e Più malsani più brutti (1995), partecipando inoltre alle antologie Cuori di pietra (2007), Facce di Bronzo (2008) e Corpi (2009).
Pubblicò invece per Garzanti Il cerchio degli amori sospesi (2010) e Solo un uomo (2013), mentre con Cairo Ti meriti un amore (2017).
Collaborò con varie testate giornalistiche: su Donna Moderna e Nuovo recensiva libri, mentre sul sito online del Fatto Quotidiano si occupava di volontariato. In passato fu autrice e conduttrice di numerose trasmissioni televisive (tra cui Il trucco c'è, Passaparola e Vivere bene) e venne spesso invitata nei talk show Mattino Cinque, Torto o ragione? Il verdetto finale e La vita in diretta in veste di opinionista e commentatrice di costume.
Nel 2013 fu insignita dal comune di Milano dell'Ambrogino d'oro, mentre dal 2015 era ambasciatrice Oxfam.
Sorella di un'altra scrittrice-giornalista, Antonella Appiano, nonché moglie del collega Nanni Delbecchi, morì suicida mentre era ricoverata per depressione presso l'ospedale San Raffaele Turro di Milano il 3 giugno 2018 all'età di 59 anni.

## Opere
- La vita è mia e me la rovino io, Mondadori, 1992
- Sola? Come vivere felici con gli uomini. Delle altre, Mondadori 1993
- Più malsani più brutti, Mondadori, 1995
- Amiche di salvataggio, Sperling & Kupfer, 2002
- Domani ti perdono, Sperling & Kupfer, 2003
- Scegli me, Sperling & Kupfer, 2005
- Le vie delle signore sono infinite, Sperling & Kupfer, 2006
- Le belle e le bestie, Sperling & Kupfer, 2007
- Il cerchio degli amori sospesi, Garzanti, 2010[14] ( ISBN 978881168166-3 )
- Solo un uomo, Garzanti, 2013[15] (ISBN 978881168414-5)
- Ti meriti un amore, Cairo, 2017

## Riconoscimenti postumi
- Nel 2018 il Comune di Milano ha deciso che il suo nome venga iscritto nel Famedio, all'interno del Cimitero Monumentale[16][17][18][19].
- Nel giugno 2021 la Rai le ha dedicato un documentario postumo, Amica di salvataggio, andato in onda su Rai 2, curato dal marito e con la voce narrante di Lella Costa, che ripercorre la vita della scrittrice attraverso le sue parole e testimonianze degli amici[20].

## Premio letterario Alessandra Appiano
Nel 2018 il produttore televisivo e volto tv Damiano Gallo ha istituito un premio letterario a lei intitolato. Il primo premio è stato conferito nel mese di giugno 2018 alla nota giornalista Silvana Giacobini. Il secondo premio è stato conferito nel 2019 a Dan Peterson.